# Saint-Jean-de-Beauregard
Saint-Jean-de-Beauregard és un municipi francès, situat al departament de l'Essonne i a la regió de Illa de França. L'any 2007 tenia 275 habitants.
Forma part del cantó de Les Ulis, del districte de Palaiseau i de la Comunitat de comunes del País de Limours.

## Demografia

### Població
El 2007 la població de fet de Saint-Jean-de-Beauregard era de 275 persones. Hi havia 112 famílies, de les quals 28 eren unipersonals (8 homes vivint sols i 20 dones vivint soles), 36 parelles sense fills i 48 parelles amb fills.
La població ha evolucionat segons el següent gràfic:
Habitants censats

### Habitatges
El 2007 hi havia 124 habitatges, 113 eren l'habitatge principal de la família, 5 eren segones residències i 6 estaven desocupats. 106 eren cases i 18 eren apartaments. Dels 113 habitatges principals, 83 estaven ocupats pels seus propietaris, 25 estaven llogats i ocupats pels llogaters i 5 estaven cedits a títol gratuït; 1 tenia una cambra, 7 en tenien dues, 19 en tenien tres, 23 en tenien quatre i 63 en tenien cinc o més. 86 habitatges disposaven pel capbaix d'una plaça de pàrquing. A 48 habitatges hi havia un automòbil i a 57 n'hi havia dos o més.

### Piràmide de població
La piràmide de població per edats i sexe el 2009 era:
| Homes | Edats   | Dones |
| ----- | ------- | ----- |
| 0     | 95 o +  | 0     |
| 0     | 90 a 94 | 0     |
| 0     | 85 a 89 | 0     |
| 0     | 80 a 84 | 0     |
| 0     | 75 a 79 | 4     |
| 4     | 70 a 74 | 4     |
| 4     | 65 a 69 | 0     |
| 16    | 60 a 64 | 4     |
| 4     | 55 a 59 | 16    |
| 12    | 50 a 54 | 4     |
| 12    | 45 a 49 | 4     |
| 12    | 40 a 44 | 20    |
| 8     | 35 a 39 | 4     |
| 16    | 30 a 34 | 12    |
| 16    | 25 a 29 | 12    |
| 16    | 20 a 24 | 8     |
| 8     | 15 a 19 | 4     |
| 12    | 10 a 14 | 4     |
| 4     | 5 a 9   | 20    |
| 16    | 0 a 4   | 16    |

## Economia
El 2007 la població en edat de treballar era de 201 persones, 144 eren actives i 57 eren inactives. De les 144 persones actives 139 estaven ocupades (69 homes i 70 dones) i 5 estaven aturades (3 homes i 2 dones). De les 57 persones inactives 28 estaven jubilades, 23 estaven estudiant i 6 estaven classificades com a «altres inactius».

### Ingressos
El 2009 a Saint-Jean-de-Beauregard hi havia 108 unitats fiscals que integraven 279 persones, la mediana anual d'ingressos fiscals per persona era de 26.041 €.

### Activitats econòmiques
Dels 30 establiments que hi havia el 2007, 3 eren d'empreses de construcció, 13 d'empreses de comerç i reparació d'automòbils, 1 d'una empresa de transport, 2 d'empreses d'hostatgeria i restauració, 3 d'empreses d'informació i comunicació, 3 d'empreses immobiliàries, 3 d'empreses de serveis, 1 d'una entitat de l'administració pública i 1 d'una empresa classificada com a «altres activitats de serveis».
Dels 5 establiments de servei als particulars que hi havia el 2009, 1 era un paleta, 1 guixaire pintor, 1 agència de treball temporal i 2 restaurants.
Dels 11 establiments comercials que hi havia el 2009, 7 eren botigues de roba, 1 una botiga d'equipament de la llar, 1 una botiga de mobles i 2 joieries.

## Equipaments sanitaris i escolars
El 2009 hi havia una escola elemental.

## Poblacions més properes
El següent diagrama mostra les poblacions més properes.